# Drumul Sării

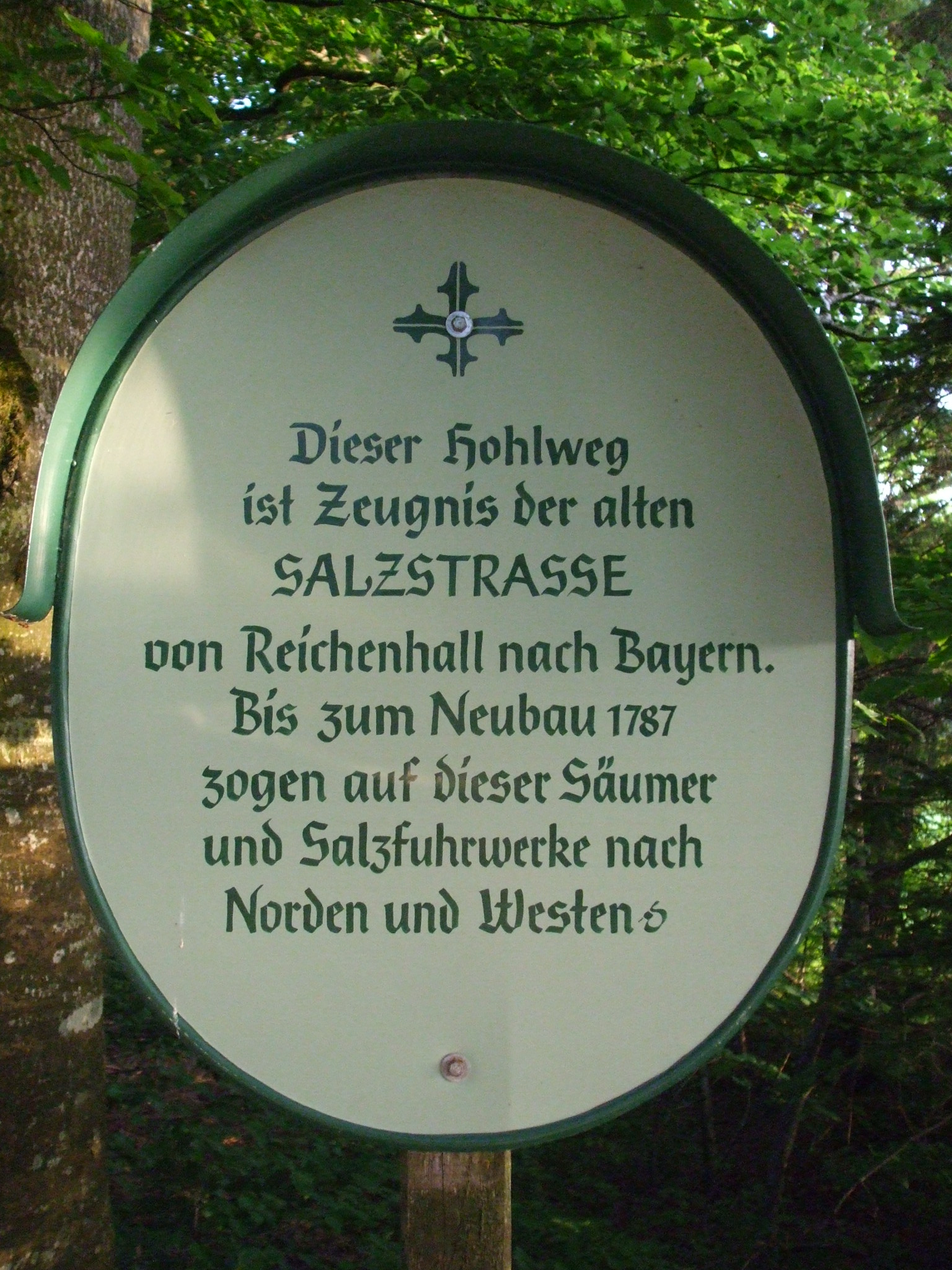
Inscripție care amintește "Drumul Sării în Bavaria"

Drumul Sării este numit drumul comercial antic sau medieval pe care se transporta anevoios sarea de la saline la locurile de vânzare. Sarea era pe atunci un produs deosebit de valoros. Aceste drumuri în Germania erau numite „Salzstraßen” sau „Salzwege”. Traseul acestor drumuri poate fi reconstruit parțial prin descoperiri arheologice sau documente istorice. Localități ca Salzburg au cunoscut o perioadă de înflorire, prin faptul că erau așezate pe traseul unui astfel de drum comercial.

## Drumul Sării înGermania
- Drumul Sării în Saxonia
- Drumul Sării în Bavaria
- Drumul Sării în Schleswig-Holstein
- Drumul Sării în Turingia
- Drumul Sării în Westfalen

## Drumul Sării înAustria
- Drumul Sării în Tirol

## Drumul Sării înBoemia
- Drumul Sării în Boemia

## Drumul Sării înRomânia
- Drumul Sării la București - drum comercial pe care se transporta sarea de la unele saline din România spre Turcia
- Drumul Sării pe râul Mureș - calea navigabilă sudică între Transilvania și Ungaria
- Drumul Sării pe râul Someș - calea navigabilă nordică între Transilvania și Ungaria